# Cash Cash
Cash Cash – amerykański zespół muzyki dance powstały w 2002 roku w Roseland.

## Członkowie

### Obecni
- Jean Paul Makhlouf – wokal, gitara, DJ
- Alexander Luke Makhlouf – keyboard, vocoder, talk box, DJ
- Samuel Warren Frisch – gitara basowa, chórki, DJ

### Byli
- Anthony Villacari – perkusja (2007–2011)
- Mike Doerr – gitara, chórki (2007–2009)

## Albumy studyjne
- 2008: Take It on the Floor
- 2011: Love or Lust (wydany tylko w Japonii)
- 2012: The Beat Goes One (wydany tylko w Japonii)
- 2016: Blood, Sweet & 3 Years

## Single
- 2009: „Party in Your Bedroom"
- 2009: „Everytime We Touch"
- 2010: „Forever Young"
- 2010: „Red Cup (I Fly Solo)” (feat. Lacey Schwimmer & Spose)
- 2011: „Victim of Love"
- 2011: „Sexin' on the Dance Floor” (feat. Jeffree Star)
- 2012: „Michael Jackson"
- 2012: „Overtime"
- 2013: „Take Me Home” (feat. Bebe Rexha)
- 2014: „Lightning” (feat. John Rzeznik)
- 2015: „Devil” (feat Busta Rhymes, B.o.B & Neon Hitch)
- 2016: „How To Love” (feat. Sofia Reyes)
- 2017: „All My Love” (feat. Conor Maynard)